# Ottosäule

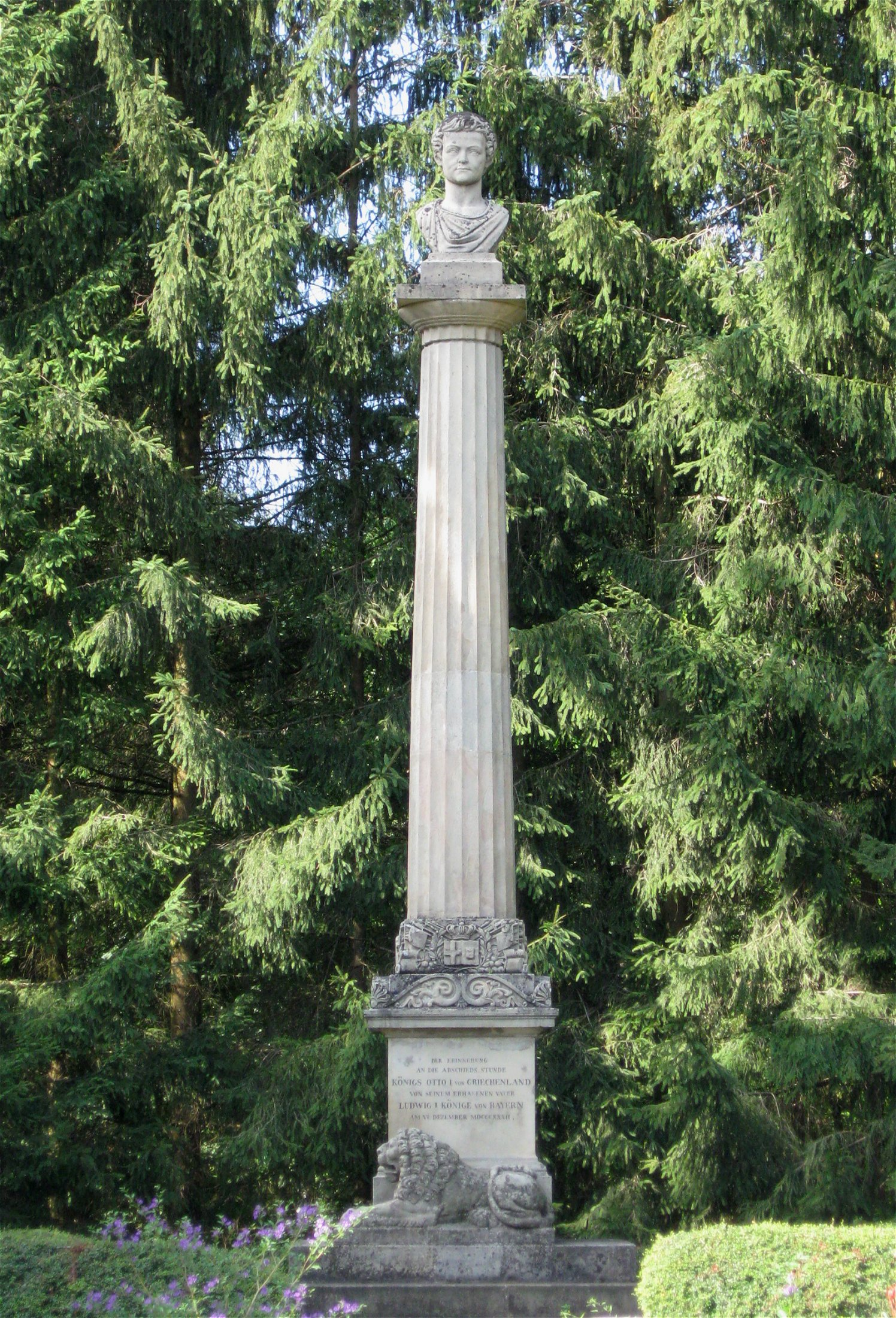
Ottosäule

Die Ottosäule ist eine im Jahr 1834 enthüllte Gedenksäule in der oberbayerischen Gemeinde Ottobrunn bei München. Sie ist das einzige kulturgeschichtliche Denkmal der Gemeinde. S. 88
Die im dorischen Stil gestaltete Sandsteinsäule S. 61 und 80 ist von einer Büste des jugendlichen Prinzen Otto von Wittelsbach bekrönt. Sie markiert die Stelle, an der am 6. Dezember 1832 der damals noch minderjährige, 17-jährige Prinz, der mit einem 3500 Mann starken Gefolge in sein künftiges Königreich Griechenland reiste, Abschied von seinem Vater, König Ludwig I. von Bayern, nahm. S. 6  Nach der Befreiung Griechenlands von über 350-jähriger osmanischer Herrschaft und der Ermordung des Staatsoberhaupts Ioannis Kapodistrias hatte die griechische Nationalversammlung am 8. August 1832 auf Vorschlag der Großmächte Großbritannien, Frankreich und Russland den zweiten Sohn Ludwigs zum König von Griechenland gewählt.

## Lage

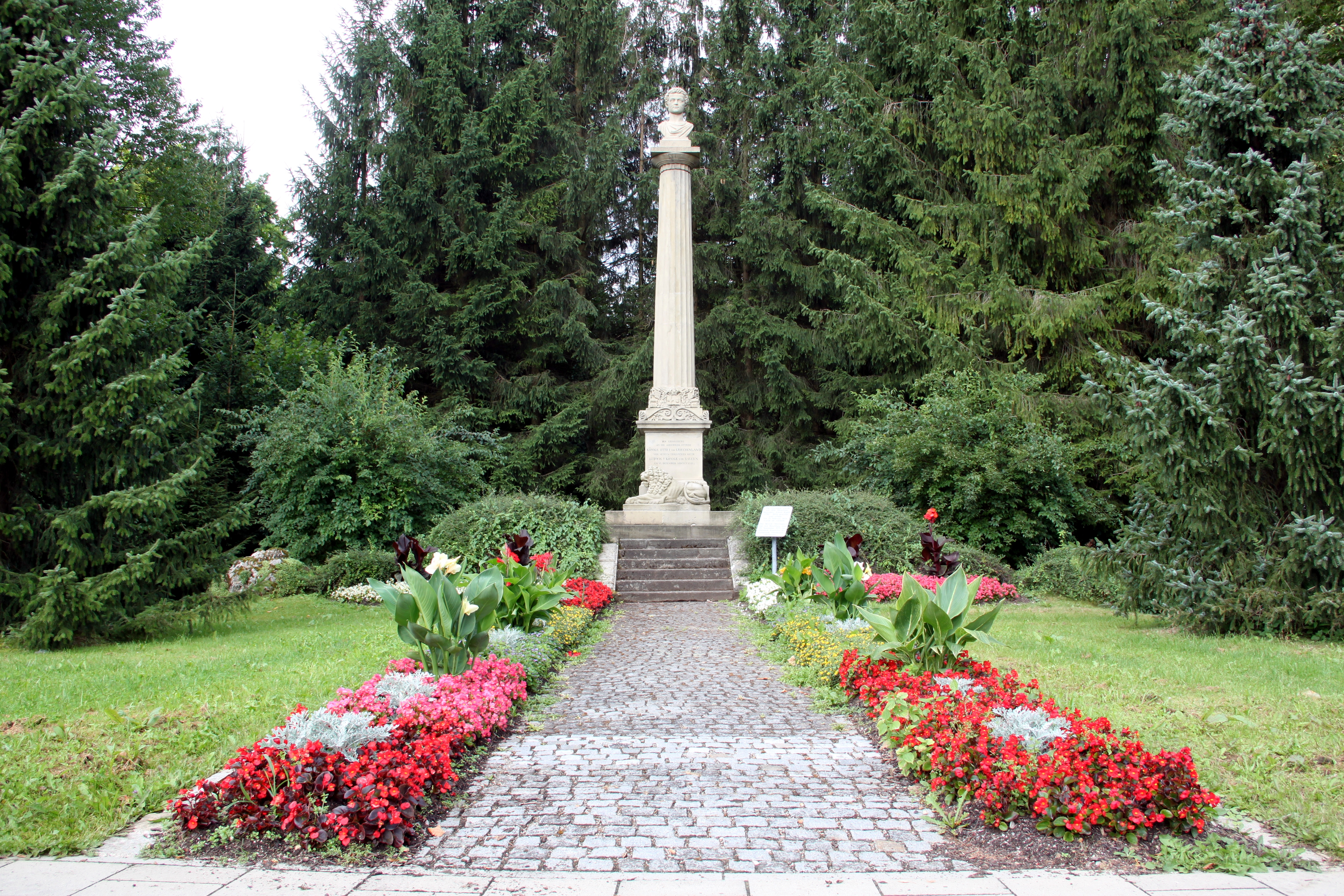

Die Ottosäule steht im Süden Ottobrunns vor einer Fichten„kulisse“ am westlichen Rand der Rosenheimer Landstraße (gegenüber Nr. 137 b). Die einstige Chaussee nach Rosenheim war Teil einer alten Handels(v. a. Salz)- und Postroute, die vom Münchner Isartor nach Salzburg beziehungsweise über Innsbruck nach Italien führte. S. 6 Vom dortigen Brindisi setzte Otto mit einer Fregatte nach Nauplia, der damaligen Hauptstadt Griechenlands, über. 1833 lag die Stelle des Abschieds von Vater und Sohn noch in dichtem, unbewohntem Wald (Höhenkirchener Forst) unweit eines Wegmacherhäuschens (heute Nr. 135) beim Kilometerstein 12.
Seit ihrer Errichtung steht die Ottosäule auf einer kleinen, vierseitigen Anhöhe. Von der Rosenheimer Straße führt dorthin ein gepflasterter Fußweg, der beidseitig von einer Tanne und von Frühjahr bis Herbst von einem Blumenbeet flankiert ist. Vom Einbruch der Dunkelheit bis Mitternacht wird die Ottosäule von Scheinwerfern angestrahlt.

## Geschichte

### Entstehung und Frühzeit
Erdacht, entworfen und gestiftet hat die Ottosäule der gebürtige (Süd-)Tiroler Anton Ripfel (1786–1850), einer der bedeutendsten Münchner Steinmetzmeister seiner Zeit. S. 12 ff. Dass Ripfel bei der Herstellung der Säule persönlich Hand anlegte, ist unwahrscheinlich. S. 24 Verbürgt ist, dass die Büste Ottos von Josef Unold (geboren um 1809), einem Mitarbeiter aus Ripfels Werkstatt, ausgeführt wurde. S. 24 f. Das Gesuch zur Errichtung der Ottosäule stellte Ripfel am 24. Mai 1833, S. 20 die Genehmigung erfolgte am 7. Juli 1833. S. 20 f. Die Grundsteinlegung fand am 20. Oktober 1833 statt. S. 21, 49–51 Die Enthüllung war ursprünglich für den ersten Jahrestag des Abschieds von Otto und Ludwig (6. Dezember) vorgesehen, S. 21, 49 verzögerte sich aber aufgrund bürokratischer und juristischer Widrigkeiten um über zwei Monate. S. 21 f., 52–56 Erst nach persönlicher Intervention Ludwigs I. am 31. Dezember 1833 S. 55 konnte die Enthüllung am 13. Februar 1834 über die Bühne gehen. S. 24, 58–60 König Otto nahm die nach ihm benannte Säule bei seiner ersten Rückkehr aus Griechenland nach München am 29. Mai 1836 persönlich in Augenschein. S. 72 f.

### Eigentum und Instandhaltung
Als Bauwerk gehörte die Ottosäule stets dem Eigentümer des Grundstücks, auf dem sie steht. Anfangs war dies das Landwirtsehepaar Thomas und Maria Huber aus Hohenbrunn. S. 80 Am 12. April 1892 ersteigerte der Landwirt und Dampfsägebesitzer Franz Inselkammer aus Siegertsbrunn das Grundstück. Nach einem knappen dreiviertel Jahr verkaufte er es an das Königreich Bayern. S. 80 Dieses veranlasste sogleich die erste Restaurierung der inzwischen 60 Jahre alten Säule. S. 80–81 Seither befand sich die Ottosäule acht Jahrzehnte lang in staatlichem, bayerischen Eigentum. S. 87
Nach einer Verbreiterung der Rosenheimer Landstraße (Staatsstraße 2078) im Jahr 1976 S. 87 wäre die Ottosäule vermehrt Autoabgasen und Streusalz ausgesetzt gewesen. S. 91 Andererseits hatte der Regierungsbezirk Oberbayern als nunmehriger Eigentümer kein Interesse, in den Bestand des Denkmals zu investieren. S. 88 Um den Erhalt des für die Identität Ottobrunns zentralen Denkmals zu sichern, S. 89 und 91 beantragte die Gemeinde am 13. November 1975 S. 87 beim Regierungsbezirk eine Überlassung von Grundstück und Säule, S. 87 um letztere von der Straße weg versetzen zu können. S. 119 12 Tage später übertrug der Bezirksausschuss und weitere Ausschüsse das Eigentum an der Säule kostenlos an die Gemeinde, S. 87 verpflichtete diese aber, fortan auch für die Instandhaltung der Ottosäule zu sorgen. S. 87 f. 1976 ließ die Gemeinde ihr Wahrzeichen zum ersten Mal seit seinem Bestehen vermessen, S. 88 anschließend umfassend restaurieren S. 89 f. und schließlich im Frühjahr 1977 um neun Meter nach Südwesten versetzen. Die bislang letzten Restaurierungen erfolgten 2009 zum 175-jährigen Jahrestag der Enthüllung der Ottosäule. S. 93 sowie 2015.

## Größe, Struktur und Gestaltung
Der oberirdische Teil der Ottosäule ist 8,70 Meter, einschließlich der zugehörigen Freitreppe 9,60 Meter hoch. Der dorische Schaft hat eine Höhe von 4,15 Metern. Er mündet in ein dorisches Kapitell, auf dem die 1,41 Meter hohe, gräzisierende Büste Ottos thront.
Der quaderförmige Sockel gliedert sich in drei Abschnitte:
- Der unterste Abschnitt ist der niedrigste. Quer vor ihm liegt zur Straßenseite hin der Bayerische Löwe,[1] S. 61 dessen Blick nach Süden – symbolisch für Griechenland – gerichtet ist.

- Der mittlere Abschnitt trägt auf jeder Seite eine Inschrift. Die straßenseitige Inschrift informiert über den Anlass für die Entstehung der Säule, die rückseitige nennt Ottos wichtigste bayerische und griechische Reisebegleiter.[1] S. 100 Die beiden übrigen Texte sind achtzeilige Gedichte in Form von Jamben. Das auf der Südseite thematisiert die Befreiung Griechenlands von der osmanischen Besetzung, das auf der Nordseite die Entsendung Ottos samt der Deputierten[10] Plapoutas, Miaoulis und Botsaris nach Griechenland.[1] S. 101 Ob Ludwig I. die Gedichte selbst verfasst hat, wie eine zeitgenössische Quelle behauptet, ist fraglich.[1] S. 63

- Der obere Abschnitt ist als dreistufiger Reliefsockel gestaltet. Auf einem Kapitell ruhen zwei umlaufende Friese, die reich an plastischen Zierrat sind und – neben der Büste – den handwerklich aufwendigsten Teil der Säule darstellen. Der untere Fries weist auf jeder Seite ein Volutenpaar, in jeder Ecke eine Palmette auf. Der obere, schmalere Fries zeigt die vereinigten Wappen Griechenlands und Bayerns mit einer gemeinsamen Krone sowie Fahnenreihen mit den Buchstaben „L“ (für Ludwig) und „O“ (für Otto), des Weiteren Rutenbündel und einen Löwen als Machtsymbole sowie allerhand Kriegstrophäen, wie Helme, Brustpanzer, Kanonenrohre und -kugeln.[1] S. 102 f.

Der Unterbau der Säule bestand ursprünglich aus zwei Strukturen: einem quaderförmigen Fundamentunterbau mit gepflasterter Richtschicht, dessen Volumen in der Anhöhe verborgen liegt, sowie einem zweistufigen, quadratischen Stufenunterbau, der oben aus der Anhöhe herausragt. Auf die Anhöhe führt eine sechsstufige Freitreppe. Bei der Versetzung der Säule im Jahr 1976 wurde die Unterseite des Unterbaus um ein Betonfundament und einen 50 Zentimeter starken Kiesunterbau verstärkt. S. 92

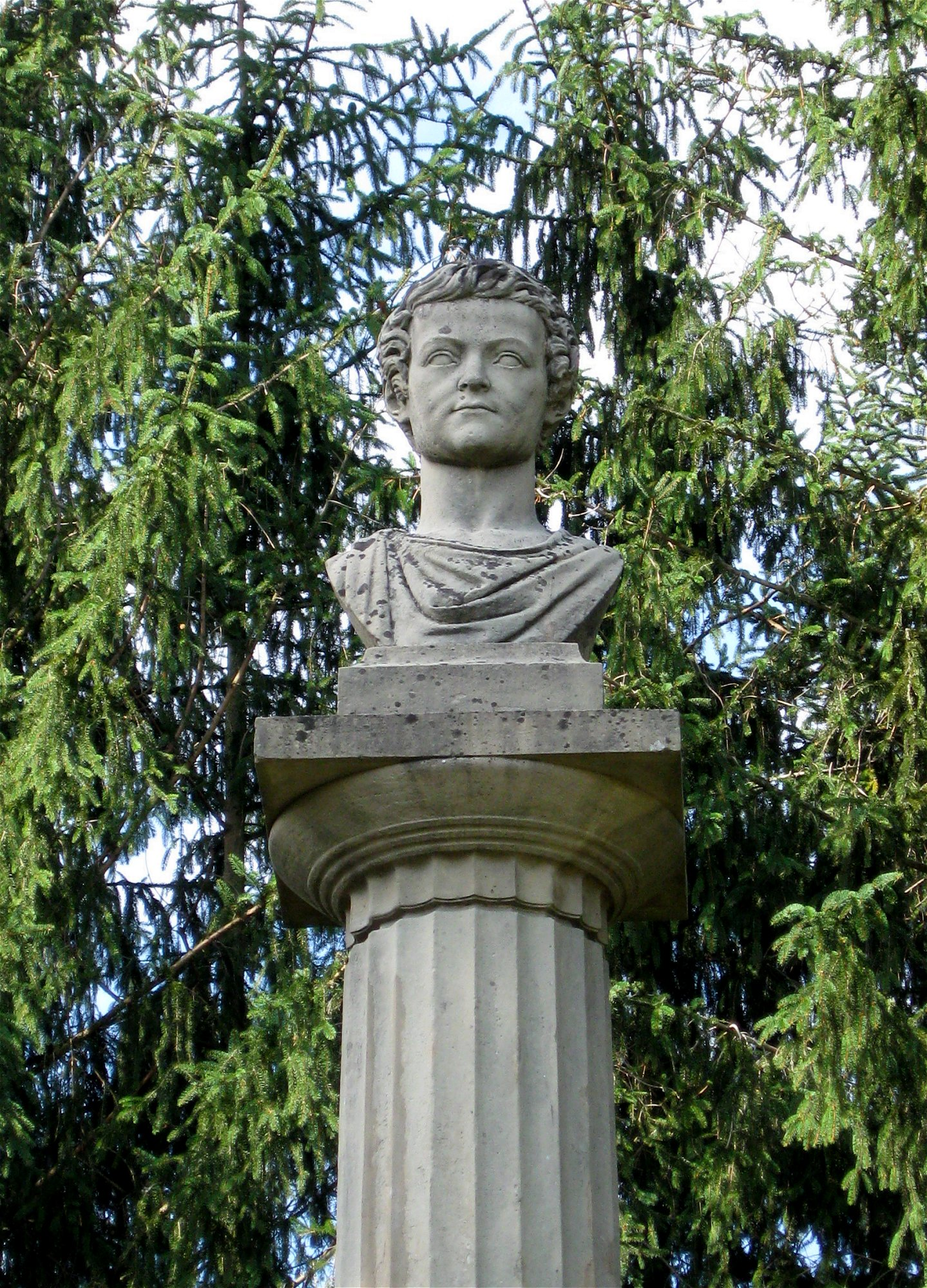
Büste, Kapitell und Schaft
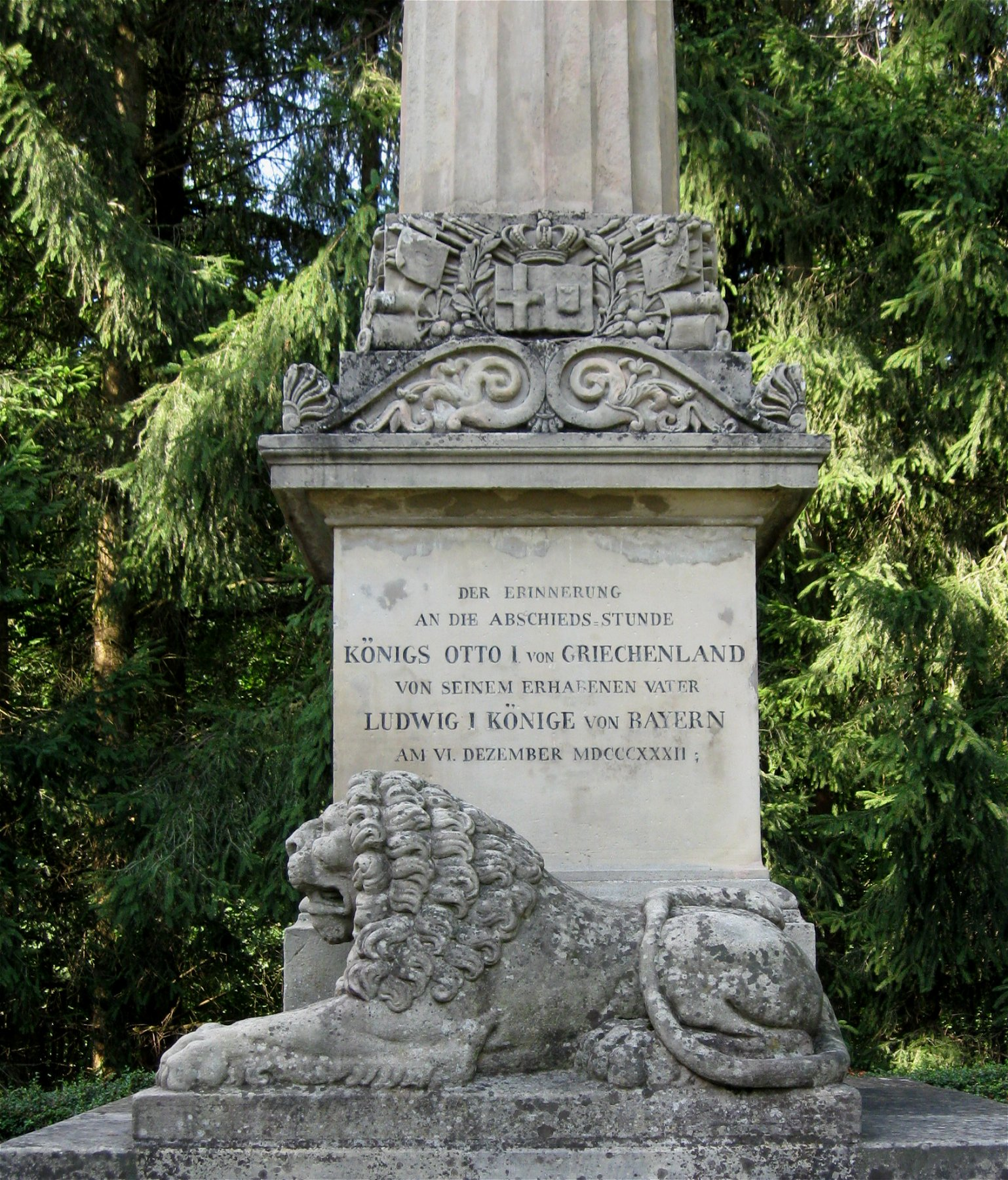
Sockel und Löwenfigur
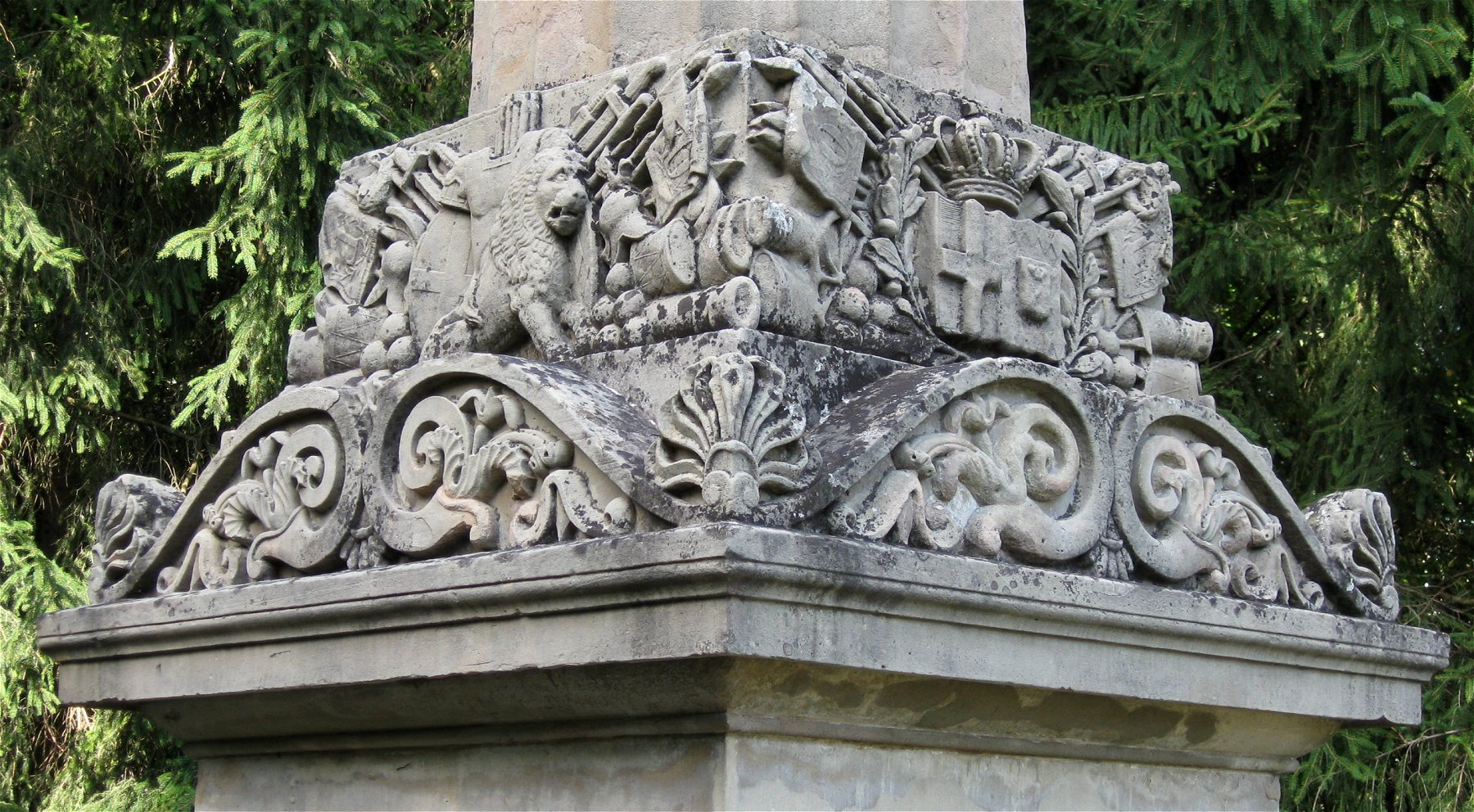
Reliefsockel
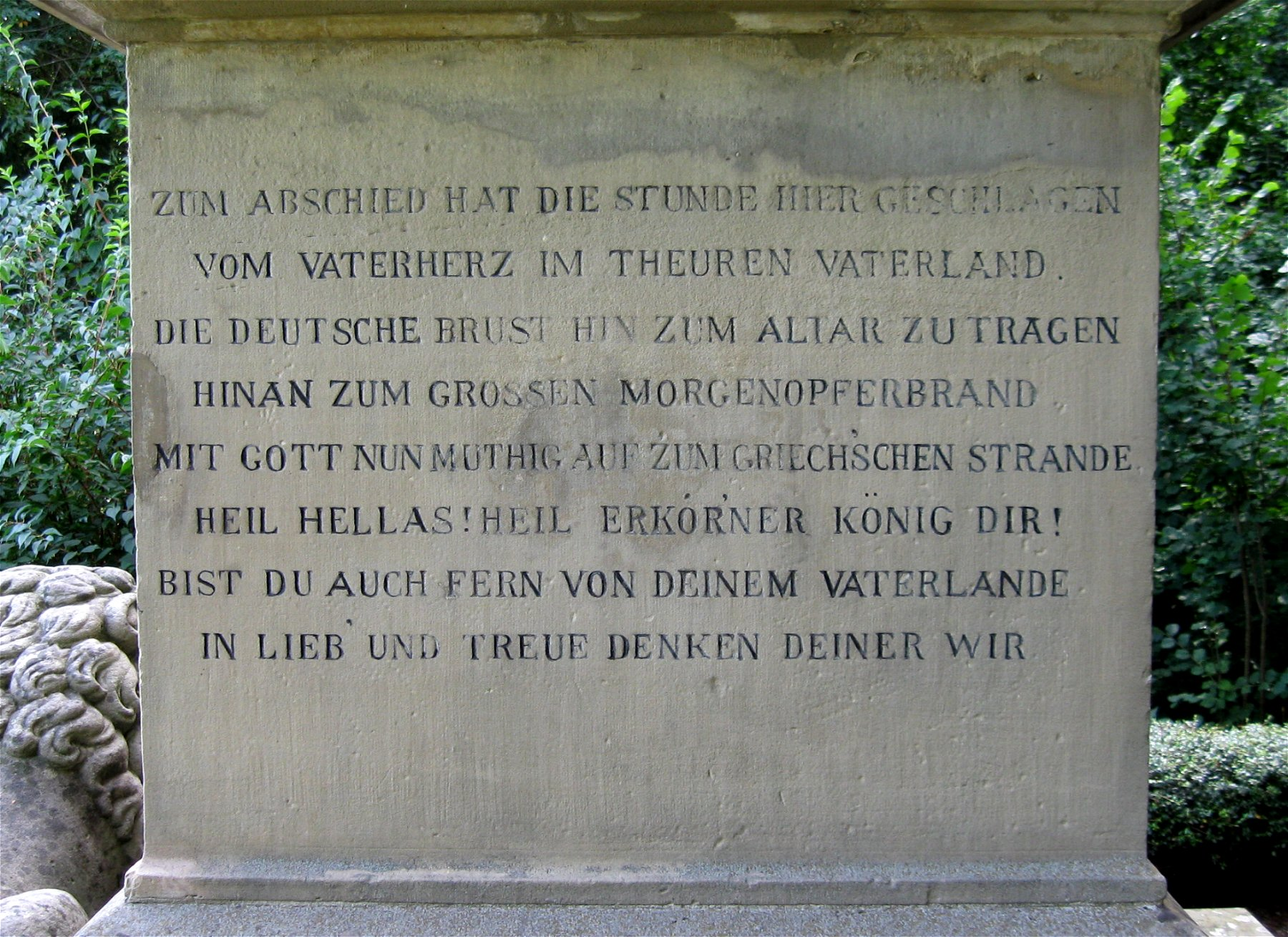
Gedicht auf der Südseite
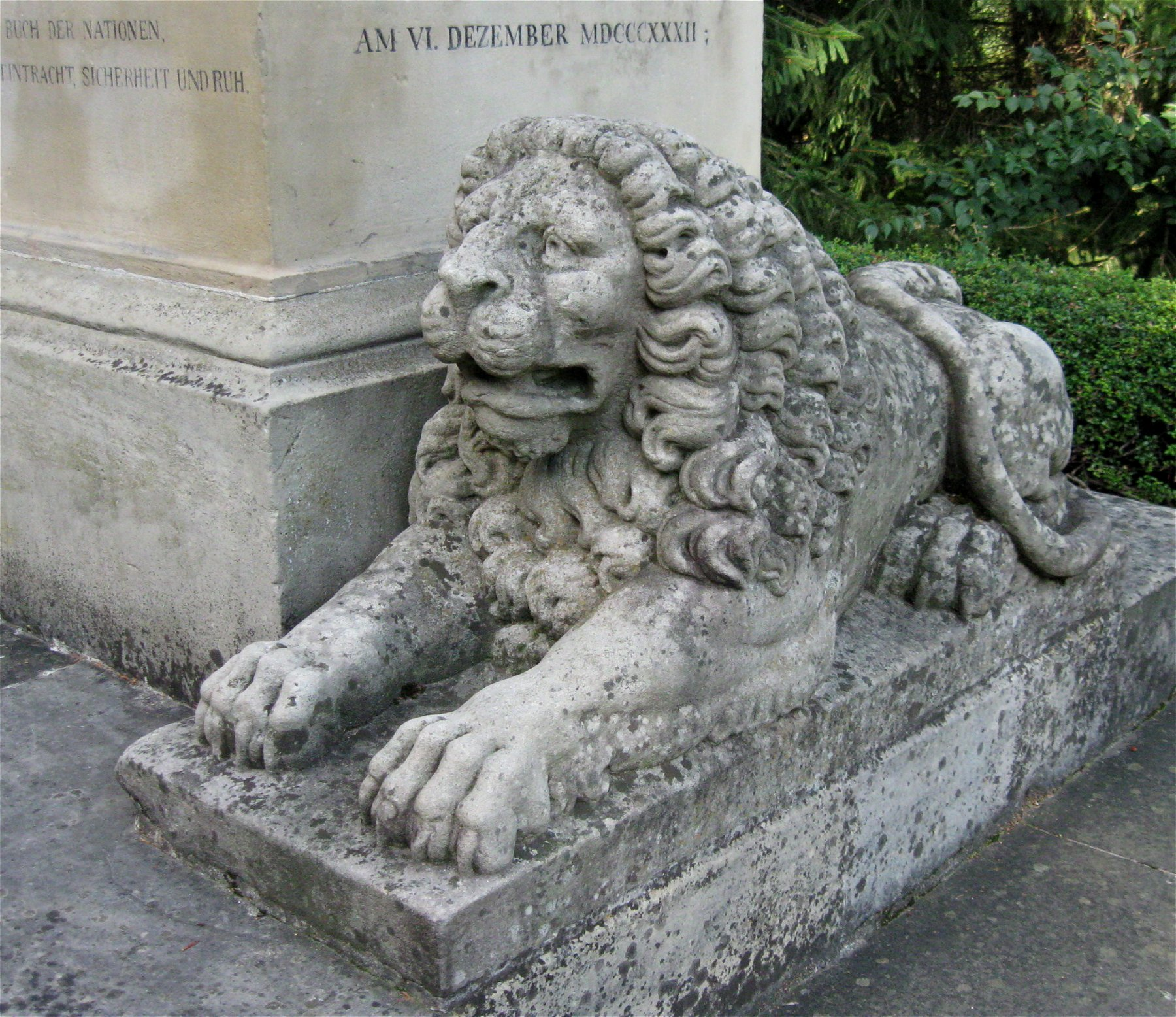
Bayerischer Löwe

## Bedeutung für die Geschichte Ottobrunns

Ottobrunner Gemeindewappen mit Ottosäule

Die Anfänge Ottobrunns als Siedlung datieren auf das Jahr 1902. Für die Geschichte des Ortes hatten die Ottosäule und das Ereignis, an welches sie erinnert, stets eine herausragende Bedeutung.
Vor dem Ersten Weltkrieg nannten Siedler das zweite und dritte Siedlungsgebiet auf Ottobrunner Flur (damals noch zu Unterhaching gehörend) inoffiziell „Ottohain“ und „Ottokolonie“. S. 83 Am 8. September 1913 prägte die königliche Regierungsfinanzkammer in einem Schreiben an das Bezirksamt München den Namen „Ottobrunn“ als Sammelbezeichnung für die im Höhenkirchener Forst gelegenen „Kolonien“ auf der Gemarkung Unterhaching. S. 83 Am 31. Januar 1921 genehmigte das Staatsministerium des Innern diesen Namen.
Seit der Ausgemeindung Ottobrunns aus Unterhaching am 1. April 1955 steht die Ottosäule im Mittelpunkt des Ottobrunner Gemeindewappens. Auf blauem Grund sind darauf in silberner Farbe die Ottosäule mit dem auf den Treppenstufen ruhenden Bayerischen Löwen sowie links und rechts davon eine Tanne abgebildet. S. 93 f. Eine Darstellung der Ottosäule ist außerdem zentraler Bestandteil des Ottobrunner Dienstsiegels. S. 6
In den 1970er und frühen 1980er Jahren entstand nordwestlich und westlich der Ottosäule Ottobrunns größtes Wohngebiet, die „Siedlung an der Ottosäule“, mit über 1200 Wohneinheiten. In ihm befindet sich auch die Straße „An der Ottosäule“.